# Grönskären
Grönskären är en ö i Vänern, Tösse socken, Åmåls kommun.
Grönskären är den östligaste av öarna i Tösse skärgård och har mest av utskärgårdsnatur. Särskilt på östra sidan är träden och buskarna vindpinade och stranden består av kala rundslipade hällar. De västliga delarna är däremot beväxta med alskog och blåbärstallskog. Stränderna består nästan helt av klippstränder. På öns södra del, där ett stråk med grönsten går genom berggrunden finns bättre växtmöjligheter för blommorna. Här trivs bland annat blodnäva, kungsmynta, backtimjan, äkta johannesört, getrams och svartbräken.